# Жовтець польовий
Жовтець польовий (Ranunculus arvensis) — вид рослин родини жовтецеві (Ranunculaceae), поширений у Європі, Азії й Північній Африці.

## Опис
Однорічна рослина 15–30 см. Нижні листки цільні, довгасто-яйцеподібні. Плоди оберненояйцюваті, густо вкриті колючковидими шипиками, 5–6 мм завдовжки. Квітки дрібні, жовті, до 1 см діаметром. 

## Поширення
Поширений у Європі, Азії й Північній Африці (Алжир, Марокко, Туніс, Єгипет).
В Україні вид зростає на сухих засмічених місцях, в посівах — у Карпатах і Криму звичайний, в Лісостепу, на Правобережжі спорадичний.

## Галерея

квітка
плід
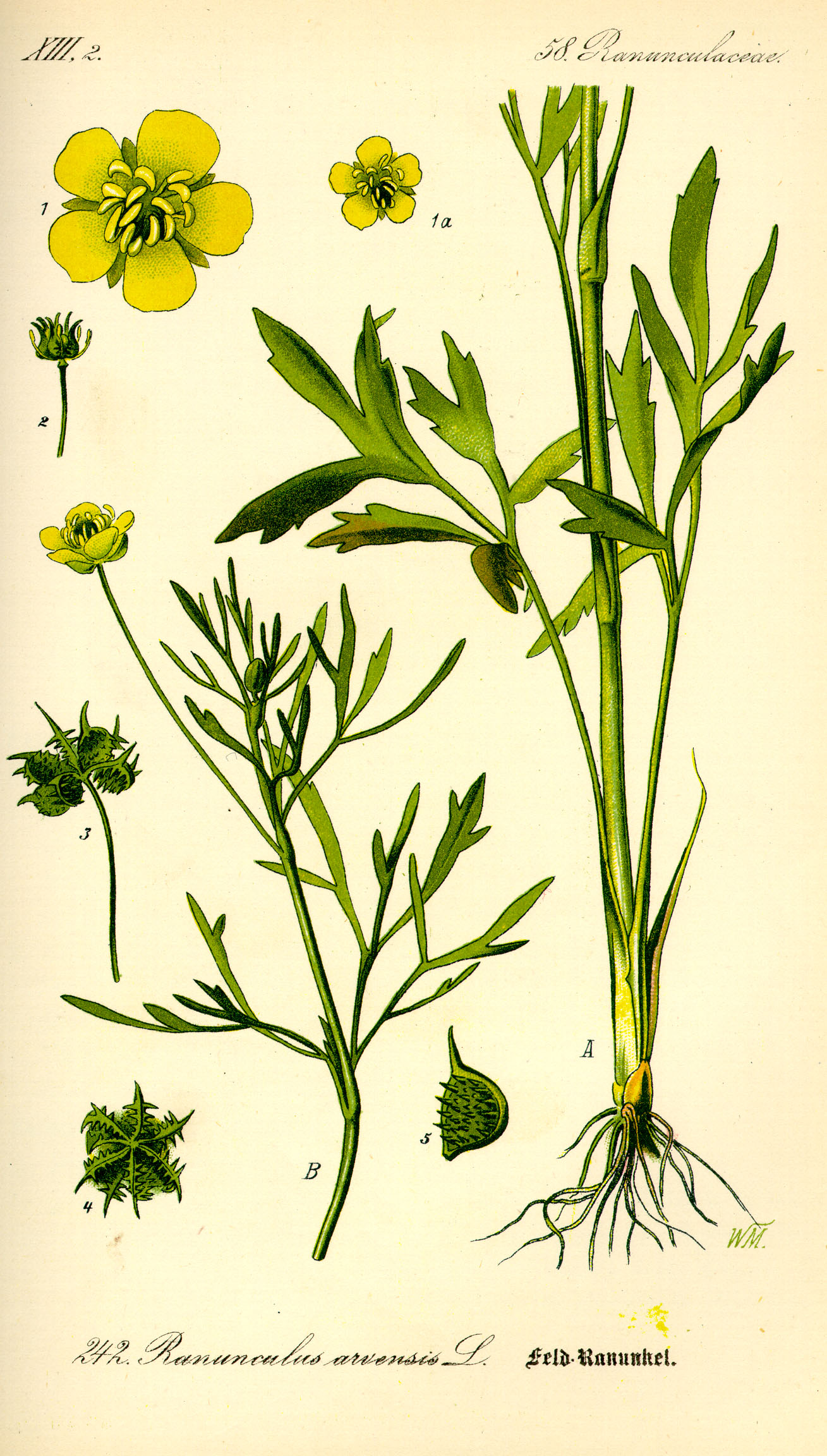
ілюстрація